# Fond Verrettes (ort)
Fond Verrettes är en ort i Haiti.   Den ligger i departementet Ouest, i den sydöstra delen av landet, 50 km öster om huvudstaden Port-au-Prince. Fond Verrettes ligger 869 meter över havet och antalet invånare är 2 789.
Terrängen runt Fond Verrettes är kuperad söderut, men norrut är den bergig. Runt Fond Verrettes är det ganska tätbefolkat, med 139 invånare per kvadratkilometer. Närmaste större samhälle är Fond Parisien, 18,0 km nordväst om Fond Verrettes. Omgivningarna runt Fond Verrettes är en mosaik av jordbruksmark och naturlig växtlighet.